# Almas-Antei
Almas-Antei (russisch Алмаз-Антей, englische Transkription Almaz-Antey) ist der größte russische Rüstungskonzern. Das Unternehmen hat 90.410 Beschäftigte und sitzt in Moskau. Es entstand 2002 durch das Dekret 412 des russischen Präsidenten Wladimir Putin als Merger des Antei-Konzerns mit NPO Almas (russisch Концерн «Антей», НПО «Алмаз»). Anatoli Sawin war dort Generalkonstrukteur und wissenschaftlicher Leiter.
Auf der Liste der weltweit größten Waffenhersteller (ohne VR China) liegt Almas-Antei 2009 auf Platz 23 (2008: Rang 18). Die Waffenverkäufe beliefen sich 2009 auf 3,260 Mrd. USD (2008: 4,34 Mrd. USD), was 89 % des Gesamtumsatzes von 3,695 Mrd. US-Dollar entspricht.
Die Unternehmensgruppe hat rund 60 Betriebsstätten, Forschungs- und Verwaltungszentren. Generaldirektor ist seit dem 4. Februar 2011 Witali Neskorodow. Einer seiner Vorgänger, Igor Klimow, wurde 2003 in Moskau erschossen.

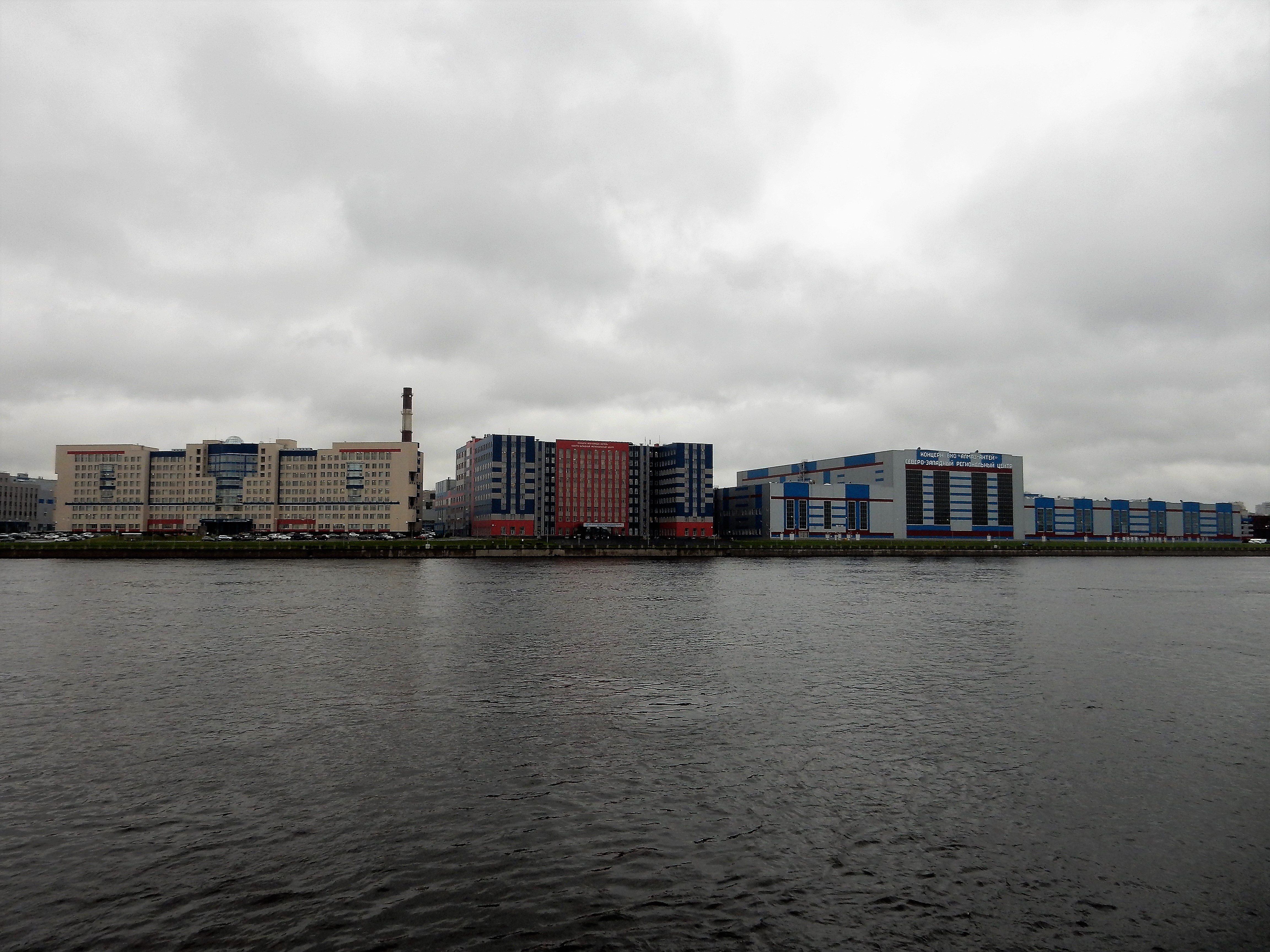
Nordwestliches Regionalzentrum von Almas-Antei in St. Petersburg

Almas-Antei stellt im militärischen Bereich zusammen mit seinen Tochterfirmen wie zum Beispiel Kupol Luftabwehrsysteme, Schusswaffen für Flugzeuge und gepanzerte Fahrzeuge, Artilleriegranaten und Boden-Boden-Lenkwaffen, Luftraum- und Artillerie-Überwachungs- und Koordinations-Radaranlagen her. Der Konzern stellt jedoch auch zivile Produkte wie Navigationsgeräte, Flugverkehrssysteme, zivile Flugleit- und Wetterradare, Kläranlagen, Lüftungsklappen für Kernkraftwerke, Kunststoff-Verpackungen für Kosmetik und Lebensmittel her.

## Produkte (Auswahl)

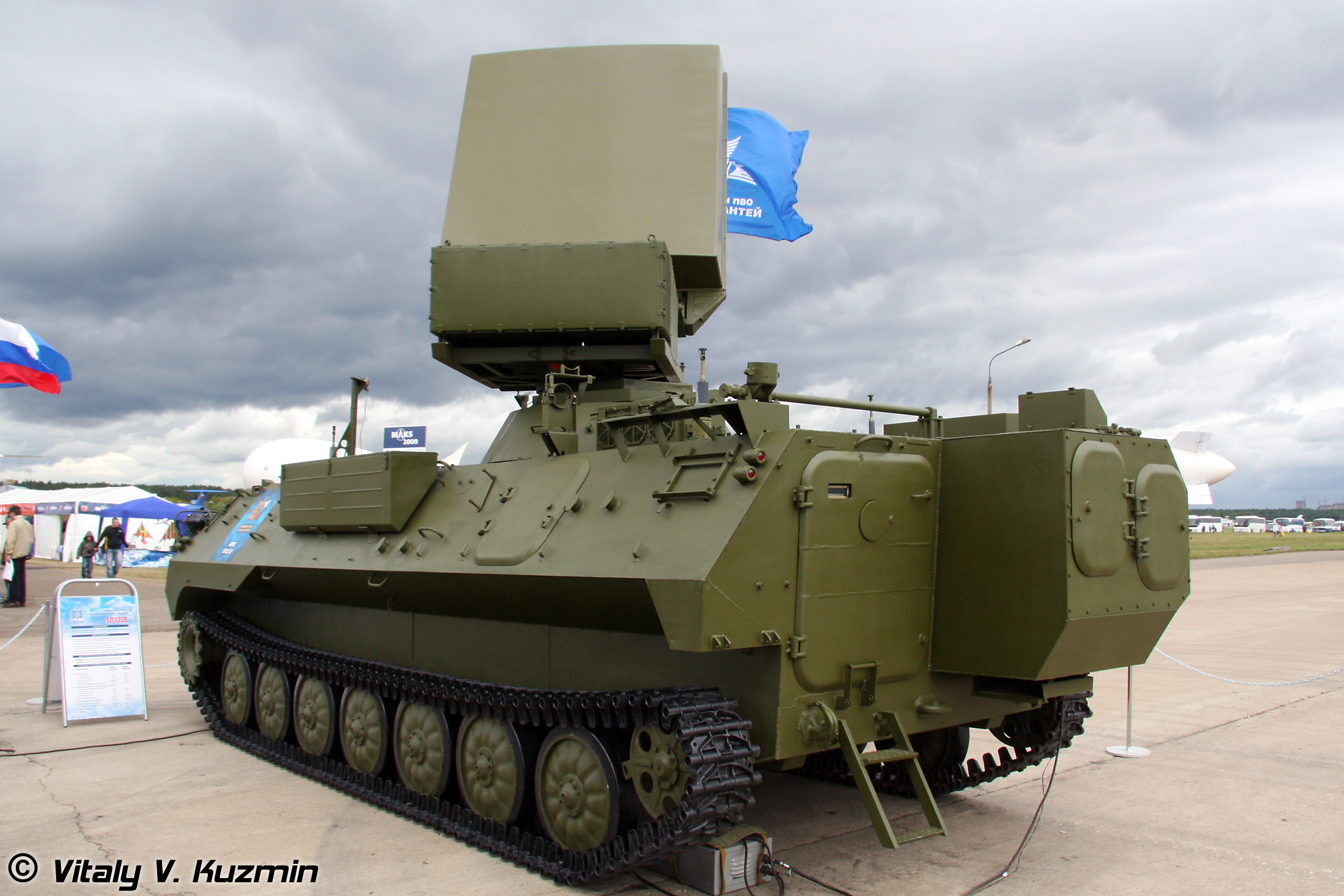
Almas-Antei-Radar 1L122-2E

- 9K37 Buk, Flugabwehrraketensystem (bis 1986)[5]
- S-300, Flugabwehrraketensystem
- S-350 Flugabwehrraketensystem
- S-400, Langstrecken-Flugabwehrraketensystem
- 9K330 Tor[6], Kurzstrecken-Flugabwehrraketensystem
- 96K6 Panzir[7] (aus dem Konstruktionsbüro für Gerätebau), Kurzstrecken-Flugabwehrraketensystem
- Kalibr (AO OKB Nowator)

## Internationale Sanktionen nach dem russischen Überfall auf die Ukraine
Im März 2022 wurde der Konzern Almas-Antei nach dem russischen Überfall auf die Ukraine auf eine Sanktionsliste der Europäischen Union gesetzt.